# ドイツの機関車メーカー
ドイツの機関車メーカー（ドイツのきかんしゃメーカー）では、ドイツで機関車を製造した企業、および鉄道会社の工場について記述する。独立項目があるものについてはそれを参照する。

## 機関車製造企業

### ザクセン機械工場
ザクセン機械工場（独 :Sächsische Maschinenfabrik）（ハルトマン）は、ケムニッツにあり、19世紀の後半と20世紀初頭、ザクセンで最重要の機械製造会社の1つであった。1837年に設立、同社は創立し長年経営したリヒャルト・ハルトマンの名と強く結びついており、1898年からザクセン機械工場・旧名リヒャルト・ハルトマン（独 :Sächsische Maschinenfabrik vormals Richard Hartmann）と称した。1930年に清算されたが、継承された部分はさらに1990年まで他企業中で存続した。

### ベルリン機械製造（シュヴァルツコップ）
ベルリン機械製造（独:Berliner Maschinenbau）は1852年にベルリンにL. シュヴァルツコップ鋳物・機械工業として設立された。日本ではシュヴァルツコップ社（シュワルツコップ他の読み方もあり）として、またベルリナー社という呼び方でも知られている。

### ボルジッヒ
ボルジッヒ（独:Borsig）は、ベルリンに本拠を置く企業で、蒸気機関車製造の時代ヨーロッパ最大、世界中で第2位の機関車メーカーだった。

### リンケ＝ホフマン
リンケ＝ホフマン(独 :Linke-Hofmann-Busch)は、機関車ほか鉄道車両を生産するためにブレスラウで設立されたドイツの機械製造会社。第一次世界大戦の間にドイツの他の多くの会社同様、航空機設計の経験は乏しいまま航空機産業に参入することとなった。

## 鉄道会社の工場

### マイニンゲン工場
マイニンゲン蒸気機関車工場（独:Dampflokwerk Meiningen）は、ドイツ鉄道の車両修繕工場である。 蒸気機関車保守の長い経験に基づいて、1990年から保存蒸気機関車の保守を専門的に扱うこととなり、今日ヨーロッパ中の多くの鉄道博物館および保存鉄道が、この工場の顧客となっている。 本工場は、稼動するドイツの蒸気機関車全般の車両検査も担当している。

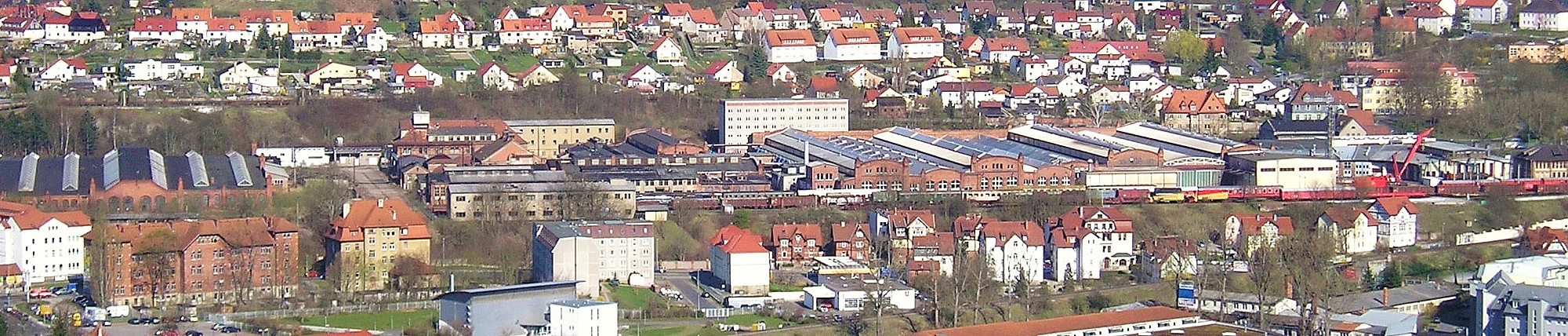
工場全景